# Cañada Grande (Cerro Largo)
A Cañada Grande é um curso de água uruguaio no departamento de Cerro Largo, cuja nascente é a Coxilha de Mangrullo, e sua foz é o Rio Tacuarí.